# واختانگ لالایان
واختانگ مخاکی لالایان (ارمنی: Վախթանգ Մեխակի Լալայան؛ زادهٔ ۹ ژانویهٔ ۱۹۵۳) یک سیاستمدار اهل ارمنستان است که از تاریخ ۱۹۹۵ تا تاریخ ۱۹۹۹ سمت نمایندگی دوره اول مجلس ملی جمهوری ارمنستان را برعهده داشت.

## زندگی‌نامه
در	۹ ژانویهٔ ۱۹۵۳ در روستای کاچاچکوت به دنیا آمد و از دانشگاه دولتی علوم پرورشی خاچاطور آبوویان ارمنستان فارغ‌التحصیل شد. 